# Cristo tra i santi Pietro e Paolo
Il Cristo tra i santi Pietro e Paolo è una scultura del terzo decennio del XII secolo conservata nel museo di Castelvecchio di Verona e firmata dallo scultore Peregrinus, attivo nella prima metà del XII secolo e autore di altre opere in città.
Probabilmente essa costituiva la parte superiore di un ciborio. Al centro la figura di Cristo nella rappresentazione di Pantocreatore tipica dell'arte bizantina con in mano un libro e la scritta "sum Deus et Factor". Ai lati vi sono invece gli apostoli Pietro e Paolo come si evince dalle scritte. La semplicità dei tratti dei personaggi ha fatto osservare agli storici dell'arte una certa somiglianza con le più antiche formelle della porta della basilica di San Zeno mentre la composizione ricorda i sarcofagi paleocristiani dell'alto medioevo, dunque un'opera stilisticamente non coeva con l'arte romanica di quel tempo.